# Wildetaube
Wildetaube è una frazione del comune di Langenwetzendorf in Turingia, in Germania.
Già comune autonomo è stato incorporato nel comune di Langenwetzendorf a partire dal 1º gennaio 2013.